# Maria Christine Jachs
Maria Christine Jachs (* 29. Dezember 1956 in Freistadt) ist eine ehemalige oberösterreichische Landtagsabgeordnete (ÖVP, 1997 bis 2015).

## Leben
Anschließend an den Besuch der Volks- und Hauptschule in Rainbach im Mühlkreis absolvierte sie die Schule für wirtschaftliche Frauenberufe in Freistadt. Im elterlichen Betrieb machte sie die Ausbildung in der ländlichen Hauswirtschaft und legte die Gehilfen- und Meisterprüfung ab.
Von 1996 bis 2013 war sie Bezirksbäuerin des Bezirkes Freistadt und zwischen 1997 und 2015 Gemeinderätin in Windhaag.
Mit 31. Oktober 1997 wurde sie in den Landtag gewählt und blieb dort für 3 Perioden bis 2015.
In folgenden Ausschüssen war sie Mitglied: Sozialausschuss; Ausschuss für Frauenangelegenheiten; Immunitäts- und Unvereinbarkeitsausschuss und dem Ausschuss für EU-Angelegenheiten.
Derzeit ist sie Bezirksobfrau des Hilfswerkes Freistadt. Die Landwirtin ist verheiratet, hat vier Töchter und einen Sohn und lebt in Windhaag bei Freistadt.

## Auszeichnungen
- 2016: Goldenes Ehrenzeichen des Landes Oberösterreich[1]